# Takanori Miyake
Takanori Miyake (japanisch 三宅 貴憲 Miyake Takanori; * 15. Februar 1992 in der Präfektur Osaka) ist ein japanischer Fußballspieler, der als Torwart spielt. Er hat für Teams wie Blaublitz Akita und Fujieda MYFC gespielt.

## Karriere
Miyake erlernte das Fußballspielen in der Schulmannschaft der Konko Osaka High School und der Universitätsmannschaft der Sangyō-Universität Kyōto. Seinen ersten Profivertrag unterschrieb er 2014 bei Blaublitz Akita, einem Verein, der in der dritthöchsten Liga des Landes, der J3 League, spielte. Für diesen Verein absolvierte er fünf Ligaspiele. 2016 wechselte er zum Ligakonkurrenten Fujieda MYFC, für den er 31 Ligaspiele bestritt. 2018 schloss er sich dem Nara Club an, bevor er 2019 zu Ococias Kyoto AC wechselte. Am 27. November 2020 gab Miyake bekannt, seine aktive Fußballkarriere zu beenden.